# Torre Le Nocelle
Torre Le Nocelle is een gemeente in de Italiaanse provincie Avellino (regio Campanië) en telt 1368 inwoners (31-12-2004). De oppervlakte bedraagt 10,1 km², de bevolkingsdichtheid is 137 inwoners per km².

## Demografie
Torre Le Nocelle telt ongeveer 534 huishoudens. Het aantal inwoners steeg in de periode 1991-2001 met 4,6% volgens cijfers uit de tienjaarlijkse volkstellingen van ISTAT.
| Jaar | Inwoneraantal |
| ---- | ------------- |
| 1991 | 1310          |
| 2001 | 1370          |

## Geografie
De gemeente ligt op ongeveer 420 meter boven zeeniveau.
Torre Le Nocelle grenst aan de volgende gemeenten: Mirabella Eclano, Montemiletto, Pietradefusi, Taurasi, Venticano.